# Кондло, Лубабало
Лубабало Николас Кондло (Lubabalo Nicholas Kondlo; 21 декабря 1971, Порт-Элизабет, ЮАР) — южноафриканский шашист, чемпион мира по чекерсу по версии GAYP (без жеребьёвки первых ходов) (2018), первый и пока единственный гроссмейстер на африканском континенте.

## Биография
Лубабало Кондло начал играть в шашки в семь лет, позднее стал выступать за Vulindlela Draughts Club. В 1997 году переехал в поисках работы в Йоханнесбург и стал участвовать в чемпионатах провинции Гаутенг, становясь чемпионом провинции с 1997 по 2003 год. В 2001 году сыграл свой первый международный матч против ирландца Хью Девелина, бывшего на тот момент втором номером в мире.
В 2007 году победил на отборочном турнире по версии GAYP в Лас-Вегасе, дававшим право на участие в матче за звание чемпиона мира, и стал первым африканским гроссмейстером по чекерсу.
Матч за звание чемпиона мира по версии GAYP против действующего чемпиона мира барбадосца Рона Кинга в 2008 году стал темой документального фильма King Me. В 2012 году Кондло завоевал серебряную медаль на  Всемирных интеллектуальных играх «Спорт-Аккорд» в Пекине.
Лубабало Кондло победил в 2014 году на отборочном турнире по версии 3-Move в Кларксвилле, штат Индиана, США, победив в тай-брейке итальянца Серджо Скарпетту и получил право на матч с действующим чемпионом мира по этой версии итальянцем Микеле Боргетти. Матч состоялся в 2015 году в Ливорно и закончился победой Боргетти. В 2018 году Лубабало Кондло победил Микеле Боргетти в матче за звание чемпиона мира по версии GAYP, проходившим в городе Petal, штат Миссисипи, и стал первым африканцем чемпионом мира по чекерсу.